# 北海道NEWS1
『北海道NEWS1』（ほっかいどうニュース・ワン）は、北海道のTBS系列である北海道放送（HBC）が、毎週平日夕方に放送していた北海道内向けローカルニュース番組。

## 概要
『総力報道!THE NEWS』の視聴率低迷による終了と、それに伴うネットワークニュースとローカルニュースの放送時間帯移動により、『総力報道!THE NEWS北海道』を改題、リニューアルして2010年3月29日に『NEWS1』（ニュース・ワン）としてスタートした。番組名はHBCのアナログチャンネル、地上デジタル放送のリモコンキーID番号が共に「1」であることに加え、『THE NEWS北海道』時にも使用していたメールアドレスに由来している。
なお、『THE NEWS北海道』の出演者は全員、当番組にも引き続き出演している。番組タイトルがTBSテレビの番組名に干渉されないHBC制作のローカルニュース単独番組は、2006年4月14日の『テレポート2000』終了以来4年ぶりとなった。2011年4月5日から番組の開始時間が16:45スタートとなり、『Nスタ』を内包する形で放送することになり、『テレポート2000』以来5年ぶりにHBC制作のローカル番組がネットワークニュースを内包する形態となった。ただ、『Nスタ』は任意ネット・JNN協定による全国ニュースまでをネットするので、実質的な北海道ローカルパートは第3部のみ（第1部はそれの予告編）である。
2011年10月3日から番組を改題リニューアルし、『北海道NEWS1』と改題。タイトルに「北海道」が付くのは、前番組『THE NEWS北海道』以来である。キャスター陣も高橋をメインキャスターに昇格させる一方､加藤は取材をメインにした､フィールドキャスターに転換される｡
2012年春の改編で、3月26日から新メインキャスターとして同局アナウンサーの堀啓知が番組の顔になることが、3月16日に行われた改編記者発表で明らかとなった。また、2004年10月まで『テレポート2000』のメインキャスターを担当し、羽二生と共にこの番組のプロデューサーである須田浩が、解説主幹として番組に加わることになった。須田は7年半ぶりに夕方ニュースに登場することになる。
2013年3月29日をもってメインキャスターの須田浩が4月で大阪支社長へ人事異動することになり、同時に番組を卒業した。これにより同年4月以降は、堀・高橋の2人体制となった。更に前座番組『グッチーの今日ドキッ!』と統合して『今日ドキッ!』開始に伴い同年10月4日をもって終了した。

## 出演者
役職の記載がない者は全員HBCアナウンサー。

### 現在
メインキャスター
- 堀啓知
- 高橋友理[4]

お天気キャスター
- 近藤肇（アナウンサー兼気象予報士）

### 過去
メインキャスター
- 羽二生渉（はにう・わたる、HBC報道局デスク・番組プロデューサー兼任、2010年3月29日 - 2012年3月30日）
- 加藤雅章[4]
- 須田浩（HBC解説主幹、2012年4月 - 2013年3月29日）

コーナーキャスター
いずれも番組後半で放送されていたコーナー「何?〜コレNani?Colecsyon〜」を担当していた。
- 松坂有希子 - リポーター
- 佐々木佑花 - 同上
- 佐藤彩 - 同上
- 室谷香菜子 - ナレーション

## 関連番組
- HBCニュース
- グッチーの今日ドキッ! - 同時期開始の生活情報番組。